# 9-та гірсько-піхотна дивізія «Норд» (Третій Рейх)
9-та гірсько-піхотна дивізія «Норд» (Третій Рейх) (нім. 9. Gebirgs-Division (Nord) — гірсько-піхотна дивізія Вермахту за часів Другої світової війни.

## Райони бойових дій
- Фінляндія та Норвегія (травень 1945).

## Командування

### Командири
- генерал-майор Матіас Кройтлер (нім. Mathias Kräutler) (6 — 8 травня 1945).